# Didier Défago
Didier Défago (Troistorrents, 2 ottobre 1977) è un ex sciatore alpino svizzero, campione olimpico nella discesa libera ai XXI Giochi olimpici invernali di Vancouver 2010.

## Biografia

### Stagioni 1995-2001
Sciatore polivalente originario della stazione sciistica di Morgins, fratello di Daniel, a sua volta sciatore alpino, e attivo in gare FIS dal dicembre del 1994, Défago esordì in Coppa Europa l'8 gennaio 1996, classificandosi 29º nello slalom gigante disputato a Les Arcs. Un mese dopo ai Mondiali juniores di quell'anno si aggiudicò tre medaglie di tre metalli diversi: oro nel supergigante, argento nella combinata e bronzo nello slalom gigante. La medaglia d'oro gli diede il diritto di partecipare alle finali di Coppa del Mondo di quell'anno, esordendo così nel circuito il 7 marzo 1996 sulle nevi di Lillehammer Kvitfjell e conquistando subito i suoi primi punti con il 15º posto nel supergigante.
Il 1º dicembre 1998 ad Aspen ottenne in supergigante la sua unica vittoria, nonché unico podio, in Nor-Am Cup. Il 13 gennaio 2000 a Sankt Anton am Arlberg salì per la prima volta sul podio in Coppa Europa, piazzandosi 2º in discesa libera, e pochi giorni più tardi si piazzò per la prima volta tra i primi dieci in una gara di Coppa del Mondo, il 21 gennaio nel supergigante di Kitzbühel (7º). L'anno successivo ottenne il suo secondo e ultimo podio in Coppa Europa, nello slalom gigante di Saas-Fee del 13 gennaio (3º), e fu convocato per i suoi primi Mondiali: a Sankt Anton 2001 si piazzò 11º nel supergigante.

### Stagioni 2002-2008
Ai XIX Giochi olimpici invernali di Salt Lake City 2002, suo esordio olimpico, si classificò 21° nella discesa libera, 6° nel supergigante, 14° nello slalom gigante e non concluse la combinata; nella stessa stagione, il 3 marzo, conquistò il suo primo podio in Coppa del Mondo, arrivando 2º nel supergigante di Kvitfjell, la stessa località della sua prima gara nel massimo circuito. Ottenne la prima vittoria in Coppa del Mondo il 21 dicembre 2002 sulla Saslong della Val Gardena nella medesima specialità, mentre ai successivi Mondiali di Sankt Moritz si piazzò 21º nel supergigante, 22º nello slalom gigante e 7º nella combinata.
Due anni dopo ai Mondiali di Bormio/Santa Caterina Valfurva ottenne il 6º posto nella discesa libera, il 7º nel supergigante, il 12º nello slalom gigante e il 15º nella combinata, mentre in Coppa del Mondo fu 6º nella classifica generale, suo miglior piazzamento in carriera, anche grazie a tre podi. Ai XX Giochi olimpici invernali di Torino 2006 fu 26° nella discesa libera, 16° nel supergigante, 14° nello slalom gigante e non concluse la combinata, mentre nella successiva rassegna iridata di Åre 2007 si classificò 10º nella discesa libera, 17º nel supergigante, 13º nello slalom gigante e 4º nella supercombinata.

### Stagioni 2009-2011
Nella stagione 2008-2009 vinse, a pochi giorni di distanza, due delle discese libere più prestigiose del Circo bianco: il 17 gennaio quella di Wengen, disputata sulla pista Lauberhorn, e il 24 gennaio quella di Kitzbühel, sulla Streif. A fine stagione bissò il suo miglior piazzamento nella classifica generale (6º) e fu 3º sia nella Coppa del Mondo di discesa libera, sia in quella di supergigante.
Chiamato per i XXI Giochi olimpici invernali di Vancouver 2010, il 15 febbraio Défago si laureò campione olimpico nella discesa libera, battendo di pochi centesimi Aksel Lund Svindal e Bode Miller e riportando in questo modo il titolo in Svizzera ventidue anni dopo Pirmin Zurbriggen. Nella rassegna olimpica canadese inoltre fu 15° nel supergigante, mentre non terminò la supercombinata. Nel settembre del 2010 si infortunò in allenamento ai legamenti del ginocchio sinistro, fatto che lo costrinse a saltare la stagione 2010-2011.

### Stagioni 2012-2015
Tornò alla vittoria in Coppa del Mondo il 29 dicembre 2011 nell'impegnativa discesa libera della Stelvio di Bormio; nella stagione successiva prese parte ai Mondiali di Schladming, dove fu 8º nella discesa libera, 26º nel supergigante e non concluse la seconda manche dello slalom gigante. L'anno dopo vinse la sua ultima gara in Coppa del Mondo, il supergigante della Streifalm di Kitzbühel del 26 gennaio, e preso parte ai XXII Giochi olimpici invernali di Soči 2014, sua ultima presenza olimpica, dove si piazzò 14° nella discesa libera e non portò a termine il supergigante e lo slalom gigante.
Ai Mondiali di Vail/Beaver Creek 2015, sua ultima presenza iridata, fu 11º nella discesa libera e 7º nel supergigante; durante le finali della Coppa del Mondo 2015, a Méribel, salì per l'ultima volta sul podio nel circuito, nella discesa libera del 18 marzo, e il giorno successivo si congedò dalle competizioni con il 12º posto ottenuto nel supergigante.

## Palmarès

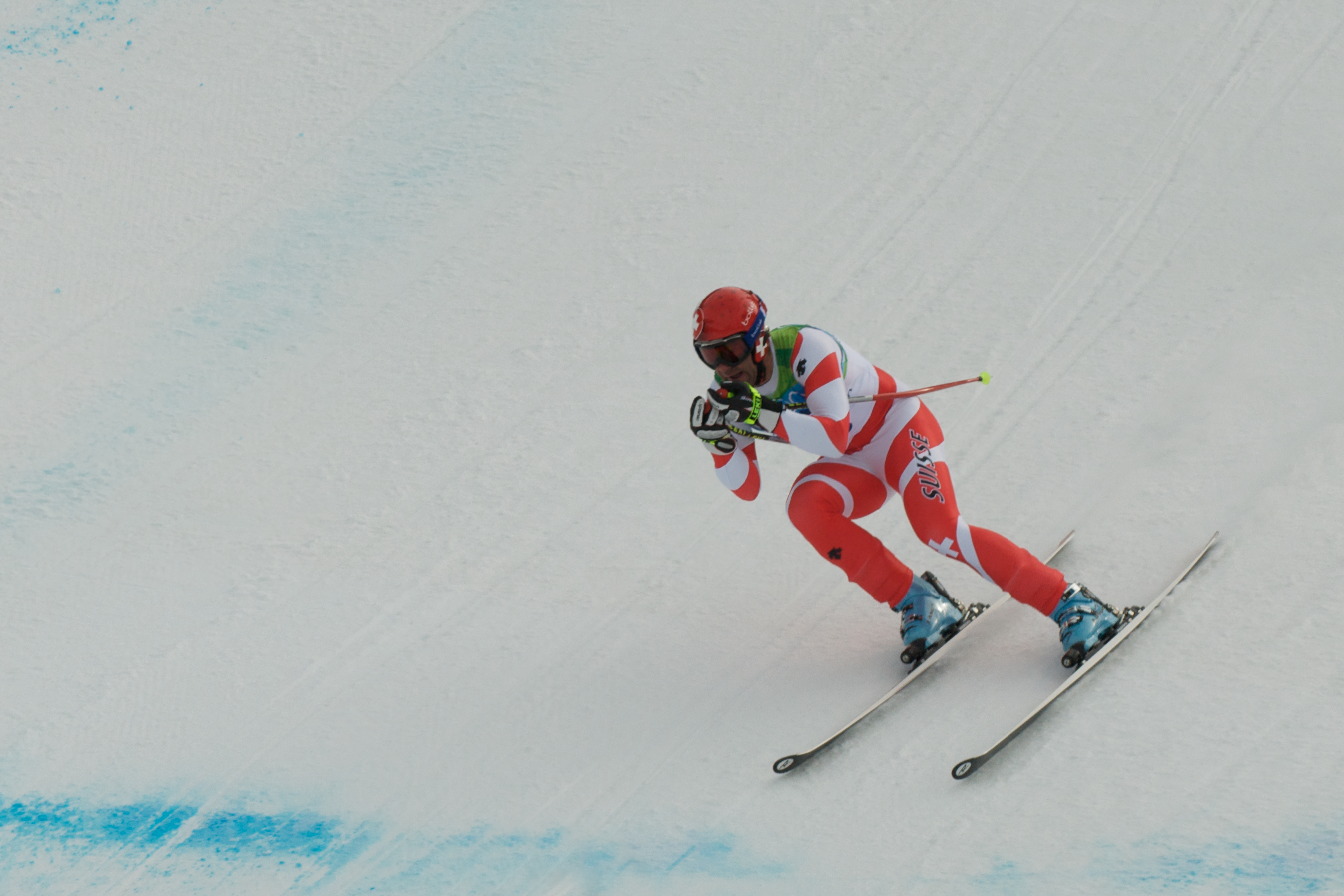
Didier Défago impegnato nella discesa libera dei XXI Giochi olimpici invernali di, nella quale si laureò campione olimpico

### Olimpiadi
- 1 medaglia:
  - 1 oro (in discesa libera a Vancouver 2010)

### Mondiali juniores
- 3 medaglie:
  - 1 oro (supergigante a Hoch-Ybrig 1996)
  - 1 argento (combinata a Hoch-Ybrig 1996)
  - 1 bronzo (slalom gigante a Hoch-Ybrig 1996)

### Coppa del Mondo
- Miglior piazzamento in classifica generale: 6º nel 2005 e nel 2009
- 16 podi:
  - 5 vittorie
  - 8 secondi posti
  - 3 terzi posti

#### Coppa del Mondo - vittorie
| Data             | Località    | Paese    | Specialità |
| ---------------- | ----------- | -------- | ---------- |
| 20 dicembre 2002 | Val Gardena | Italia   | SG         |
| 17 gennaio 2009  | Wengen      | Svizzera | DH         |
| 24 gennaio 2009  | Kitzbühel   | Austria  | DH         |
| 29 dicembre 2011 | Bormio      | Italia   | DH         |
| 26 gennaio 2014  | Kitzbühel   | Austria  | SG         |

Legenda:

DH = discesa libera

SG = supergigante

### Coppa Europa
- Miglior piazzamento in classifica generale: 41º nel 1999
- 2 podi
  - 1 secondo posto
  - 1 terzo posto

### Nor-Am Cup
- Miglior piazzamento in classifica generale: 42º nel 1999
- 1 podio:
  - 1 vittoria

#### Nor-Am Cup - vittorie
| Data             | Località | Paese       | Specialità |
| ---------------- | -------- | ----------- | ---------- |
| 1º dicembre 1998 | Aspen    | Stati Uniti | SG         |

Legenda:

SG = supergigante

### Campionati svizzeri
- 13 medaglie[5]:
  - 3 ori (discesa libera nel 2003; slalom gigante nel 2004; slalom gigante nel 2012)
  - 5 argenti (combinata[senza fonte] nel 2001; slalom gigante nel 2002; discesa libera nel 2006; slalom gigante nel 2007; discesa libera nel 2013)
  - 5 bronzi (discesa libera, supergigante, combinata[senza fonte] nel 2000; supergigante nel 2005; supergigante nel 2013)